# Detre (település)
Detre (szlovákul: Detrík, németül: Dittrich) község Szlovákiában, az Eperjesi kerület Varannói járásában.

## Fekvése
Eperjestől 32 km-re keletre, a Nagydomásai víztározótól nyugatra fekszik.

## Története
A 18. század végén Vályi András így ír róla: „DZETRIK. Elegyes tót falu Zemplén Vármegyében, földes Urai Gróf Csáky, és Keresztesi Uraságok, lakosai katolikusok, határbéli földgye két nyomásbéli, ’s ha trágyáztatik roszot is terem, másként sovány, réttye meglehetős, de szűk, legelője elegendő, fája tűzre, és épűletre, malma helyben, itatója jó, ’s eladásra alkalmatossága Sztropkón, és Eperjesen, de mivel határja hegyes, sovány, és tsak két nyomásbéli, a’ harmadik Osztályba tétetett.”
Fényes Elek 1851-ben kiadott geográfiai szótárában így ír a faluról: „Detrik, Zemplén v. orosz falu, Dobra fil. 8 római, 254 g. kath., 10 zsidó lak. Görög paroch. templom. 1103 h. szántóföld. F. u. gr. Csáky.”
Borovszky Samu monográfiasorozatának Zemplén vármegyét tárgyaló része szerint: „Detre, azelőtt Detrik, hajdan Detrikvágása. Sáros vármegye határán fekszik, csupán 23 házat és 140 tótajkú, gör. kath. vallású lakost számlál. Postája Nagydobrán, távírója Kelcsén és vasúti állomása Varannón van. Első írott nyomára 1363-ban bukkanunk, a mikor a Rozgonyiak az urai. Később a mogyorósi vár tartozéka, de birtokviszonyai, 1585-ig, ismeretlenek. 1598-ban Báthory István az ura, azután a Drugethek birtokába kerül és a csicsvai vár uradalmához tartozik. 1658-ban gróf Draskovich Miklós és neje, Drugeth Borbála a maguk részét Károlyi Ádámnak és nejének, Thököly Máriának zálogosítják el. Később a Csáky grófok és a Keresztessyek lesznek az urai. Most nincs nagyobb birtokosa. 1663-ban itt is szedte áldozatait a pestis. A faluban nincs templom.”
1920 előtt Zemplén vármegye Sztropkói járásához tartozott.
A falunak ma inkább üdülőtelepülés jellege van.

## Népessége
| Év:            | 1994. | 2004.    | 2014.   | 2024.   |
| -------------- | ----- | -------- | ------- | ------- |
| Emberek száma: | 59    | 51       | 52      | 49      |
| Eltérés:       |       | -13,55 % | +1,96 % | -5,76 % |

| Év:            | 2023. | 2024.   |
| -------------- | ----- | ------- |
| Emberek száma: | 51    | 49      |
| Eltérés:       |       | -3,92 % |

1910-ben 130, túlnyomórészt szlovák lakosa volt.
2001-ben 55 szlovák lakosa volt.
2011-ben 57 lakosából 52 szlovák.

## Nevezetességei
- Görögkatolikus temploma